# Pietralunga
Pietralunga je italská obec v provincii Perugia v oblasti Umbrie.
V roce 2022 zde žilo 1 980 obyvatel.
Obec je složena z deseti místních částí: Aggiglioni, Castelfranco, Castelguelfo, Collantico, Corniole, Pieve de'Saddi, Piscinale, Salceto Lame, San Biagio, San Faustino.

## Sousední obce
Apecchio (PU), Cagli (PU), Città di Castello, Gubbio, Montone, Umbertide

## Dějiny
Antický původ obce, zvané Forum Julii Concupiensium je doložen archeologickými nálezy a ruinami staveb. Zmiňuje se o ní Plinius starší. Obec byla zničena barbary v období stěhování národů a nba antických základech přestavěna v 6.–7. století s názvem Plebs Tuphiae. Za vlády Langobardů se název změnil na  latinský Prata longa, který byl do italštiny přeložen na současný Pietra lunga a oficiálně užíván až od roku 1817.
Město a jeho okolí se pro svou strategickou polohu staly místy partyzánských úkrytů a opakovaných bojů za první i druhé světové války.  

## Vývoj počtu obyvatel
Zdroj: 

## Památky

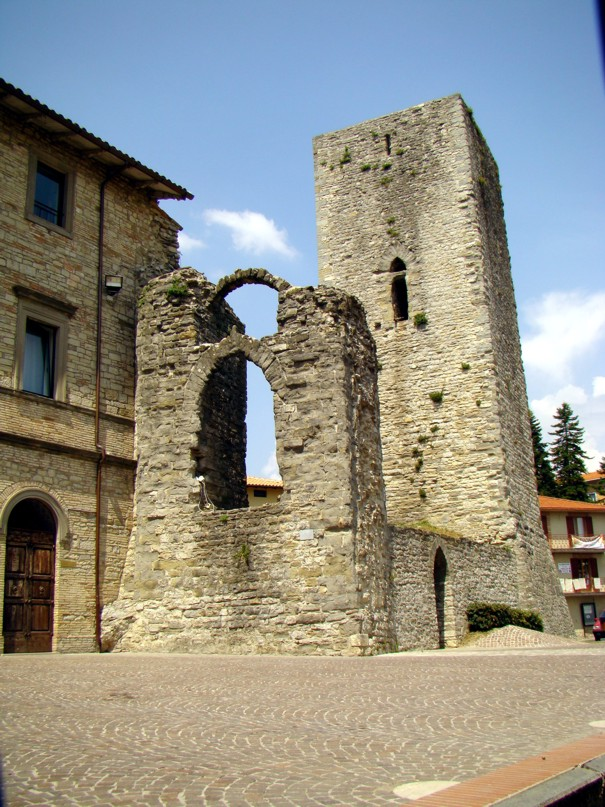
Langobardská brána

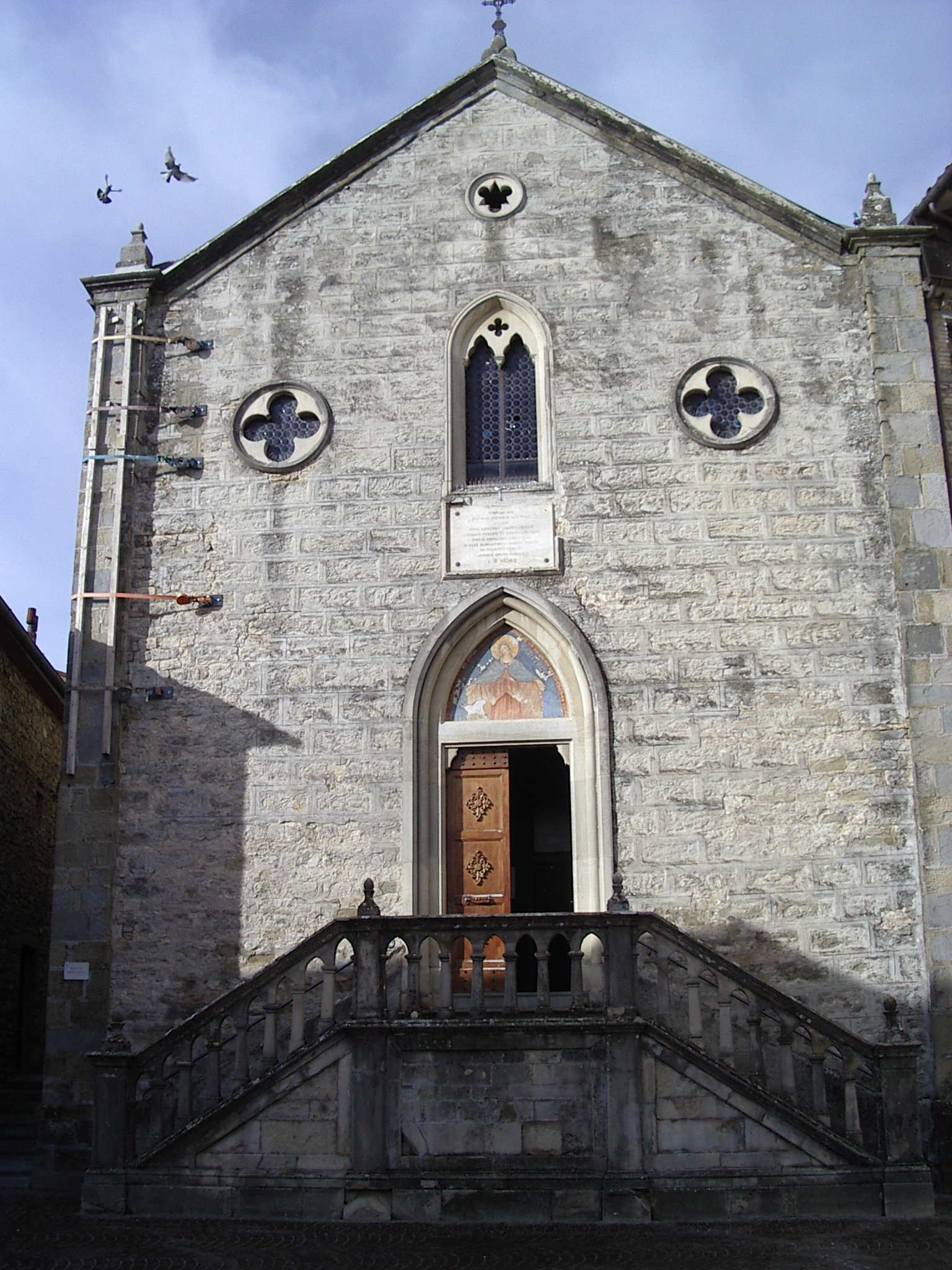
Pieve Santa Maria

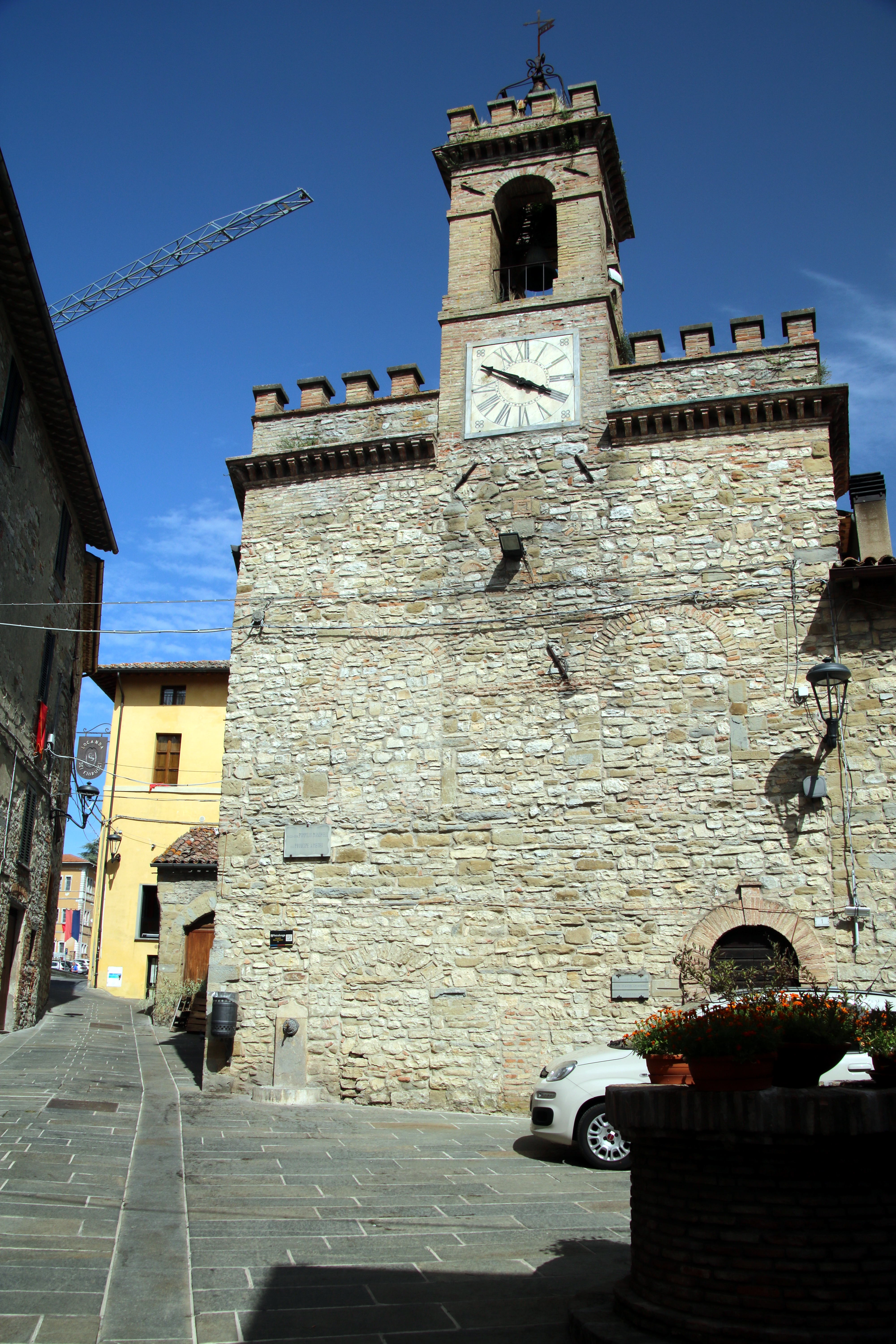
Palazzo dell'Orologio

- Ruiny římského a langobardského opevnění, zdi se dvěma věžemi a branami; základy obytných domů:
  - Langobardská brána
  - Porta del Casino
- Palazzo dell orologio - opevněný gotický palác s cimbuřím a hodinovou věží
- Renesanční budova radnice
- Farní kostel Panny Marie (Pieve Santa Maria) - založen Langobardy v 7. století, byl přestavěn v románském slohu a západní průčelí bylo upraveno v novorománském stylu počátkem 20. století. Významnou renesanční fresku se scénou Mučení svatého Šebestiána namaloval Raffaellino del Colle.
- Farní kostel Pieve de' Saddi (ve stejnojmenné místní části) - z 11. století, nejstarší chrám v regionu, trojlodní románská stavba, na pilířích mezilodních arkád gotické fresky
- Poutní kaple; na paměť zázraku z roku 1334 bývala v průčelí vystavena popravčí sekyra, kterou byl sťat francouzský poutník z Pikardie, neprávem obžalovaný z vraždy místního muže. Podle legendy mu hlava po stětí opět přirostla a on pokračoval na svaté pouti do Luccy, Loreta a Compostelly.
- Ornitologické muzeum - kromě regionální expozice ptactva má pozoruhodnou sbírku zkamenělin.